# 17928 Neuwirth
17928 Neuwirth este un asteroid din centura principală de asteroizi.

## Descriere
17928 Neuwirth este un asteroid din centura principală de asteroizi. A fost descoperit pe 15 aprilie 1999 la Socorro, New Mexico, în cadrul proiectului LINEAR. Asteroidul prezintă o orbită caracterizată de o semiaxă mare de 2,44 ua, o excentricitate de 0,16 și o înclinație de 7,0° în raport cu ecliptica.